# Kacper Radwański
Kacper Radwański (ur. 2 lutego 1994 w Starogardzie Gdańskim) – polski koszykarz grający na pozycjach rzucającego obrońcy i niskiego skrzydłowego, obecnie zawodnik MKS-u Dąbrowy Górniczej.
Radwański jest wychowankiem Starogardzkiego Klubu Sportowego, w którego drużynie seniorskiej występuje od lipca 2012 roku. W sezonie 2011/2012 występował w barwach SMS-u PZKosz Władysławowo, grającego wówczas w II lidze. Wystąpił dotychczas (2013 rok) w 20 meczach Polskiej Ligi Koszykówki. W 2012 roku został wybrany sportowcem roku w Starogardzie Gdańskim.
Radwański w swojej karierze występował w reprezentacjach Polski do lat 16, 18 i 20. W 2010 roku z pierwszą z tych kadr wziął udział w mistrzostwach Europy do lat 16, gdzie Polska zajęła 11. miejsce. Dwa lata później z drugą z tych reprezentacji wystartował w mistrzostwach Europy do lat 18, na których Polska zajęła 16. pozycję.
20 czerwca 2018 przedłużył umowę z klubem GTK Gliwice. 24 czerwca 2022 dołączył do MKS-u Dąbrowy Górniczej.